# 云龙山行宫
云龙山行宫，俗称徐州乾隆行宫，位于江苏省徐州市云龙区云龙山北麓和平路101号，为清代乾隆帝南巡时于徐州驻跸的行宫。
乾隆二十二年（1757年），利用原禹王庙扩建而成，原有东中西三路，每路三进，今只存中路歇山顶大殿三间，1960年后被辟为徐州博物馆，今在其西北有新扩建的馆舍，东侧则被辟为陈列唐代石幢和唐宋时期书法名家法帖刻石的碑园。